# Batallones rojos
Los batallones rojos fueron grupos militares de obreros, creados para apoyar al gobierno constitucionalista para combatir a los campesinos-militares de la División del Norte y del Ejército Libertador del Sur durante la Revolución mexicana. 

## Origen
Los Batallones Rojos fueron originados por un arreglo entre sesenta y tres miembros de la Casa del Obrero Mundial en una sesión secreta realizada el 10 de febrero de 1915 en la Ciudad de México cuando decidieron colaborar con el Primer Jefe del Ejército Constitucionalista, Venustiano Carranza. Para ello nombraron una comisión que partió al puerto de Veracruz, que era la capital del territorio controlado por el Primer Jefe entre finales de noviembre de 1914 y mediados de 1915, y se firmó un pacto el 17 de febrero de 1915 a pesar del descontento de la mayoría de los miembros de la Casa del Obrero Mundial por ir en contra de su ideología anarco-sindicalista. De esta manera, algunos locales de la Casa del Obrero Mundial en la Ciudad de México se convirtieron en cuarteles de reclutamiento al tiempo en que la organización se volvía un poderoso instrumento de afiliación sindical y propaganda carrancista. Sus siete mil afiliados se unieron al Ejército Constitucionalista, y poco después decidieron irse a Orizaba, Veracruz, para que fuera su residencia oficial y el centro de adiestramiento de los Batallones Rojos.
En la etapa más crítica de la Revolución Mexicana, a fines de 1914, cuando la ruptura entre Venustiano Carranzapor una parte y Emiliano Zapata y Francisco Villa por otra se había hecho irreparable.
El 22 de septiembre de 1912 se funda la Casa del Obrero Mundial.
Es en el seno de la COM en donde las mutualidades, uniones y demás agrupaciones, se transformaron en auténticos sindicatos. De ahí por ejemplo, que la Unión de Canteros, la Unión de Operarios Sastres y la Unión del Gremio de Carpinteros, se transformaran en el Sindicato de Canteros, el Sindicato de Operarios Sastres a y el Sindicato de Tallistas, Ebanistas y Carpinteros, respectivamente.

## Batallones rojos
El 16 de febrero de 1915, los obreros organizados acordaron unirse al constitucionalismo. Juraron luchar por el triunfo de la Revolución Mexicana a lado del Primer Jefe del Ejército Constitucionalista, don Venustiano Carranza; pidieron armas y ofrecieron su concurso para salir al frente de la batalla organizados en los llamados Batallones Rojos.
El 17 de febrero de 1915 se firma un pacto en la Ciudad de Veracruz. De acuerdo con el  pacto se organizaron seis Batallones Rojos lanzados a luchar contra el Villismo. El primer Batallón Rojo fue enviado a combatir a El Ébano, San Luis Potosí, bajo el mando del general Manuel Cuéllar. El segundo Batallón Rojo pasó a cubrir la guarnición de la husateca veracruzana quedando a las órdenes del general Emilio Salinas. Los Batallones Rojos tercer y cuarto, al mando de los generales  Juan José Ríos y José J. Méndez, integraron la Tercera Brigada de infantería del Cuerpo del Ejército del Noroeste. Los Batallones Rojos quinto y sexto estuvieron integrados por albañiles, mecánicos, tipógrafos, obreros metalúrgicos, etc.
El 27 de mayo de 1914 Victoriano Huerta clausuró la Casa del Obrero Mundial por considerarla foco de agitación revolucionaria.
La esperanza de alcanzar la justicia social pregonada por sus dirigentes animó a más de ocho mil trabajadores a integrarse a los Batallones Rojos, formaciones militares que participaron en importantes batallas, algunas ganadas a costa de cuantiosas pérdidas de vidas para el movimiento proletario articulado en torno a la Casa del Obrero Mundial.